# Vattubrinken
Vattubrinken kan även vara ett äldre namn på Kåkbrinken i Stockholm.
Vattubrinken är en tätort i Södertälje kommun, belägen på Enhörnalandet, norr om Södertälje.

## Historia

### Ortnamnet
Slutledet "-brinken" betyder "brant backe".

## Administrativa tillhörigheter
Tätorterna Vattubrinken, Sandviken och Ekeby samt byarna Tuna och Stjärna och Aska med omnejd brukar gemensamt kallas för Enhörna. Området tillhör Enhörna församling, och Enhörna kommundel i Södertälje kommun. Enhörna kommundel bildades år 1967, när Enhörna kommun införlivades med Södertälje. Kommunen Enhörna bildades i sin tur igenom en sammanslagning av kommunerna Ytter- och Överenhörna år 1952.  

### Befolkningsutveckling
| Befolkningsutvecklingen i Vattubrinken 1995–2020 | Befolkningsutvecklingen i Vattubrinken 1995–2020 | Befolkningsutvecklingen i Vattubrinken 1995–2020 | Befolkningsutvecklingen i Vattubrinken 1995–2020 | Befolkningsutvecklingen i Vattubrinken 1995–2020 |
| ------------------------------------------------ | ------------------------------------------------ | ------------------------------------------------ | ------------------------------------------------ | ------------------------------------------------ |
|                                                  |                                                  |                                                  |                                                  |                                                  |
| År                                               |                                                  |                                                  | Folkmängd                                        | Areal (ha)                                       |
| 1990                                             | 1990                                             |                                                  | 169                                              | 62#                                              |
| 1995                                             | 1995                                             |                                                  | 212                                              | 68                                               |
| 2000                                             | 2000                                             |                                                  | 292                                              | 70                                               |
| 2005                                             | 2005                                             |                                                  | 313                                              | 70                                               |
| 2010                                             | 2010                                             |                                                  | 332                                              | 69                                               |
| 2015                                             | 2015                                             |                                                  | 356                                              | 94                                               |
| 2020                                             | 2020                                             |                                                  | 396                                              | 94                                               |
| Anm.: Ny tätort 1995. # Som småort.              |                                                  |                                                  |                                                  |                                                  |

## Kommunikationer
Vid Enhörnaleden, drygt 1,3 km från området, finns bussförbindelser finns med Södertälje regelbundet alla dagar. Sommarhalvåret angör båtar till Stockholm och Mariefred bryggorna i Sandviken och Ekensberg dagligen.
De närmaste järnvägsstationerna är Södertälje Syd för fjärrtåg, Nykvarn för regionaltåg och Södertälje centrum för pendeltåg.